# Кітамура Куніо
Куніо Кітамура (яп. 北村 邦夫, нар. 4 серпня 1968, Префектура Сідзуока) — японський футболіст, що грав на позиції півзахисника.
Виступав, зокрема, за клуб «Гамба Осака».

## Ігрова кар'єра
У дорослому футболі дебютував 1987 року виступами за команду клубу «Хонда», в якій провів чотири сезони. 
Протягом 1991—1992 років захищав кольори команди клубу «Мацусіта Електрик».
1992 року перейшов до клубу «Гамба Осака», за який відіграв п'ять сезонів. Завершив професійну кар'єру футболіста виступами за команду «Гамба Осака» у 1996 році.
Також був гравцем у футзал. У складі національної збірної Японії брав участь у чемпіонаті світу 1989 року.